# Comportamento homossexual no reino animal
O comportamento homossexual em animais refere-se à evidência documentada de comportamento homossexual e bissexual em várias espécies não-humanas. Tais comportamentos incluem sexo, namoro, afeição e parentalidade entre animais do mesmo sexo. Uma pesquisa de 1999, feita pelo pesquisador Bruce Bagemihl, mostra que o comportamento homossexual já foi observado em cerca de 1.500 espécies animais, variando de primatas a vermes intestinais, e é bem documentado em 500 delas. O comportamento animal sexual toma muitas formas diferentes, mesmo dentro da mesma espécie. As motivações e implicações de tais comportamentos têm ainda de ser totalmente compreendidas, uma vez que a maioria das espécies ainda não foram totalmente estudadas. De acordo com Bagemihl, "o reino animal [faz] isso com muito maior diversidade sexual - inclusive homossexual, bissexual e sexo não-reprodutivo - do que a comunidade científica e a sociedade em geral estão previamente dispostas a aceitar." A pesquisa atual indica que várias formas de comportamento sexual homossexual são encontradas em todo o reino animal. Uma nova revisão feita em 2009 das pesquisas já existentes mostrou que o comportamento homossexual é um fenômeno quase universal no reino animal, comum em várias espécies. Uma das espécies em que a orientação homossexual exclusiva ocorre é a da ovelha domesticada (Ovis aries). "Cerca de 10% dos carneiros (machos) se recusam a acasalar com fêmeas, mas prontamente se acasalam com outros carneiros do mesmo sexo."
A observação do comportamento homossexual em animais pode ser visto como um argumento a favor e contra a aceitação da homossexualidade em humanos e tem sido usada especialmente contra a alegação de que é um peccatum contra naturam ("pecado contra a natureza"). Por exemplo, a homossexualidade em animais foi citada, com evidência científica, na decisão da Suprema Corte dos Estados Unidos no julgamento Lawrence versus Texas, que derrubou as leis contra a sodomia de 14 estados daquele país.
Em síntese, nessa cadeia em constante perigo há uma diversidade sexual natural-social, ou simplesmente natural no reino animal, desde a Gigi chimpanzé ao casal de pinguins gay Sophen e Magic, conhecidos por adotarem filhotes abandonados pelos genitores heterossexuais. As sexualidades pautadas nas recentes evidências e nos movimentos LGBT+, mostram a importância da diversidade para o equilíbrio da existência das espécies. Nesse contexto, o “desvio” não é um objeto anormal da natureza e amorfo, desimportantes ou mesmo que não deveriam estar nesse mundo. Essas variedades de vida são legitimamente deste mundo natural e que garantem, também, a manutenção continuidade da vida na Terra.

## Aplicação do termohomossexuala animais
O termo homossexual foi cunhado por Karl-Maria Kertbeny em 1868 para descrever atração sexual pelo mesmo sexo e o comportamento sexual em humanos. O uso do termo em estudos em animais tem sido controverso por duas razões principais: a sexualidade animal e os  seus fatores motivadores foram e continuam sendo mal entendidos e o termo tem fortes implicações culturais na sociedade ocidental que são irrelevantes para outras espécies não-humanas. Sendo assim, ao comportamento homossexual foi dado vários termos ao longo dos anos. Ao descrever os animais, a palavra homossexual é preferível em relação a termos como gays, lésbicas e outros em uso atualmente, já que estes são ainda mais vistos como ligados à homossexualidade humana.
A preferência e motivação animal é sempre inferida a partir do comportamento. Em animais selvagens, os pesquisadores não podem estabelecer uma regra capaz de mapear toda a vida de um indivíduo e deve-se inferir a partir da frequência de observações individuais de comportamento. O uso correto do termo homossexual é quando um animal apresenta comportamento homossexual; no entanto, este artigo está em conformidade com o uso feito pela pesquisa moderna a aplicação do termo homossexualidade para todo o comportamento sexual (cópula, estimulação genital, jogos de acasalamento e comportamento de exibição sexual) entre animais do mesmo sexo. Na maioria dos casos, presume-se que o comportamento homossexual não é senão parte do repertório comportamental sexual geral dos animais, fazendo com que o termo "bissexual" seja melhor aplicado em vez de "homossexual", de acordo como essas palavras são comumente compreendidas em seres humanos. No entanto, casos de preferência homossexual e pares homossexuais exclusivos também são registrados no reino animal.

## Pesquisas
A presença de comportamento homossexual não foi "oficialmente" observada em larga escala em animais até tempos recentes, possivelmente devido ao viés do observador causado por atitudes sociais em relação a esse tipo de comportamento sexual, confusão inocente, ou mesmo de um medo de "ser ridicularizado por seus colegas". O biólogo Janet Mann, da Universidade de Georgetown, diz: "Os cientistas que estudam o tema são frequentemente acusados de tentar encaminhar uma agenda e seu trabalho pode ficar sob maior escrutínio do que o de seus colegas que estudam outros temas." Eles também notaram que "nem todo ato sexual tem uma função reprodutiva ... isso é verdade para os seres humanos e não-humanos." Isso parece ser difundido entre as aves e os mamíferos sociais, particularmente os mamíferos marinhos e os primatas. A verdadeira extensão da homossexualidade em animais não é totalmente conhecida. Enquanto estudos têm demonstrado o comportamento homossexual em várias espécies, Petter Bøckman, o assessor científico da exposição Against Nature em 2007, especulou que a verdadeira extensão do fenômeno pode ser muito maior do que é até então reconhecida:
Além disso, uma parte do reino animal é hermafrodita, realmente bissexual. Para eles, a homossexualidade não é um problema.

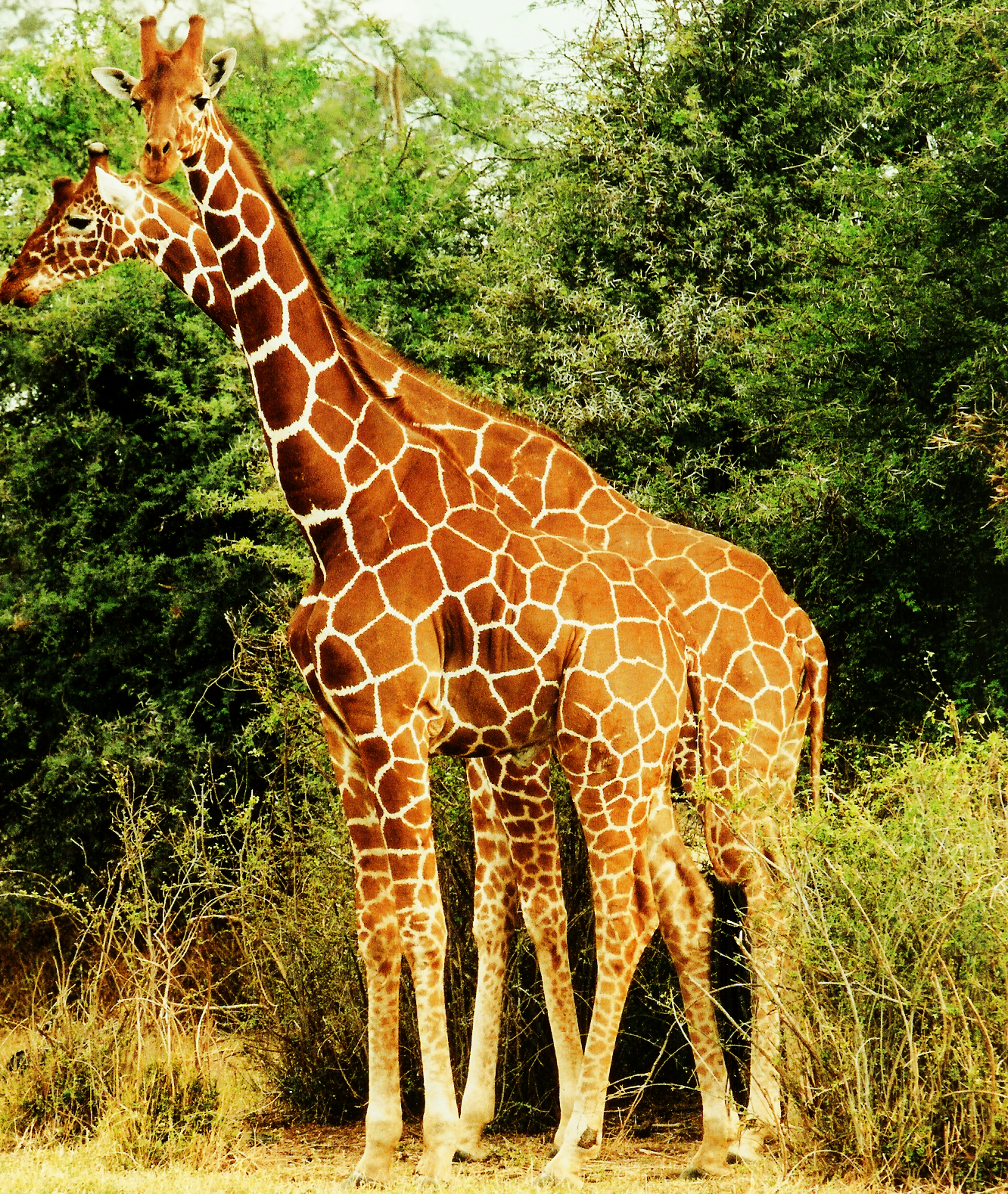
Duas girafas macho no Quênia.

Um exemplo de comportamento homossexual em animais é notado por Bruce Bagemihl, quando ele descreve as girafas durante o acasalamento: nove em cada dez pares ocorrem entre machos.
Todo momento que um macho cheirou uma fêmea foi relatado como sexo, enquanto o sexo anal com orgasmo entre machos foi apenas relatado como dominação, concorrência ou forma de cumprimento.

Alguns pesquisadores acreditam que esse comportamento tem sua origem na organização social do sexo masculino e na dominância social, semelhante aos traços de dominância mostrados na sexualidade. Outros, particularmente Joan Roughgarden, Bruce Bagemihl, Thierry Lode e Paul Vasey sugerem que a função social do sexo (seja homossexual ou heterossexual) não está necessariamente ligada à dominação, mas serve para fortalecer as alianças e laços sociais dentro de um rebanho. Outros argumentaram que a teoria da organização social é inadequada porque não pode explicar alguns comportamentos homossexuais, por exemplo, de espécies de pinguins, onde indivíduos do mesmo sexo são companheiros por toda a vida e recusam-se a formar um par com as fêmeas quando surge essa oportunidade. Enquanto pesquisas em muitos cenários de acasalamento ainda sejam apenas anedóticas, um corpo crescente de trabalhos científicos confirmam que a homossexualidade permanente ocorre não só em espécies com ligações permanentes entre pares, mas também em espécies não-monogâmicas, como as ovelhas.
Abaixo, uma citação de um relatório sobre as ovelhas:
Aproximadamente 8% dos carneiros exibem preferências sexuais [isto é, mesmo quando recebem uma oportunidade de escolha] por parceiros do sexo masculino (carneiros machos) em contraste com a maioria dos carneiros, que preferem parceiros do sexo feminino (fêmeas). Nós identificamos um grupo de células dentro da área pré-óptica média do hipotálamo anterior de ovelhas adultas da mesma idade que era significativamente maior em carneiros adultos do que em ovelhas...
Na verdade, indivíduos aparentemente homossexuais são conhecidos em todas as espécies domésticas tradicionais, de ovelhas, gados, cavalos e gatos, até cães e periquitos.

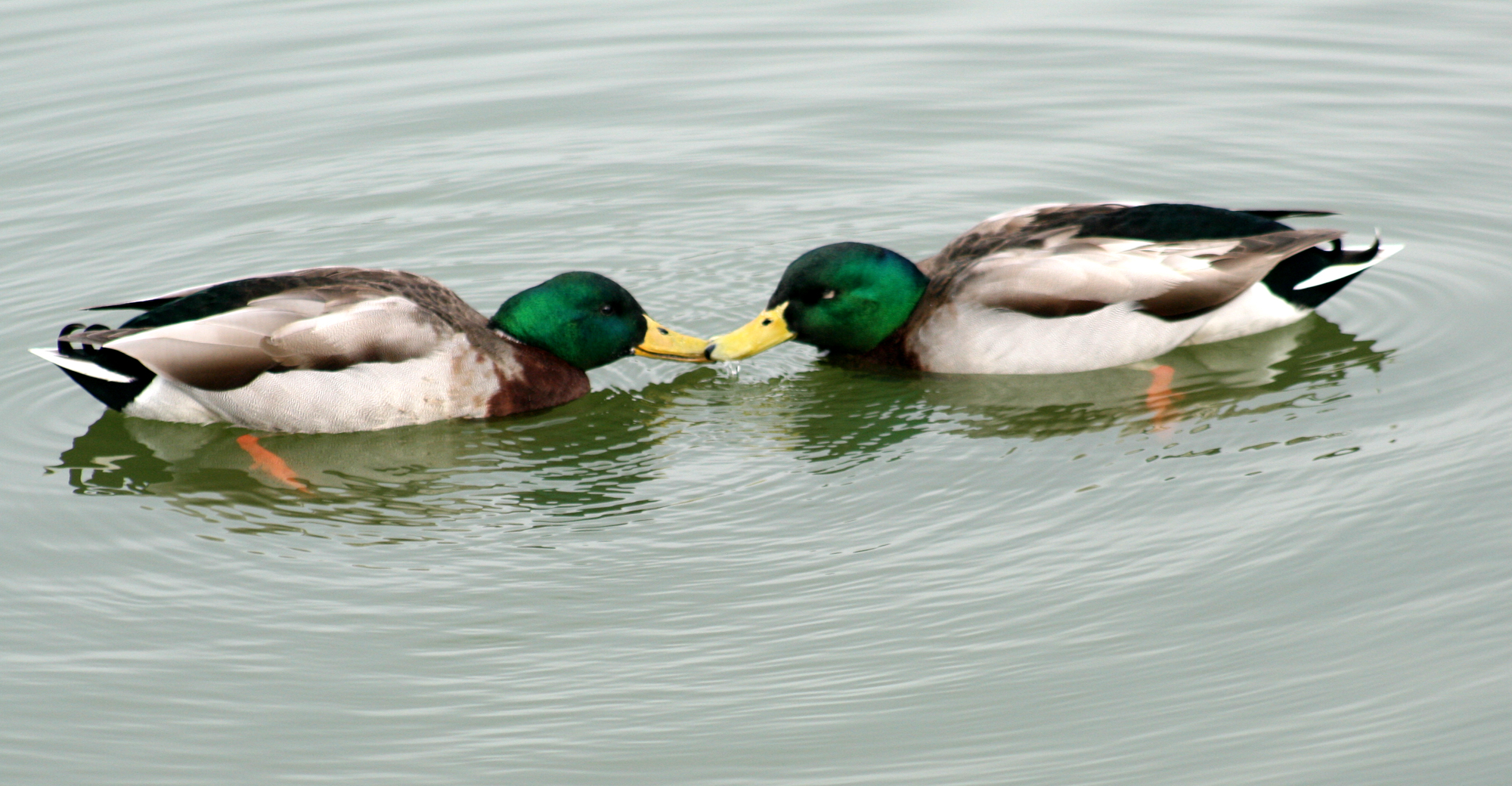
Machos da espécie Pato-real se relacionando.

A fim de relatar o comportamento homossexual nos outros animais, o Museu de História Natural de Oslo, na Noruega, apresentou em 2006 a primeira exposição dedicada a "animais gays", que foi chamada de "Against Nature?", exibindo cerca de 500 espécies em que existem relatos de comportamento homossexual de um universo de 1.500 relatos, desde mamíferos e insetos até crustáceos. Nos pássaros australianos Galahs (Roseate Cockatoo), por exemplo, cerca de 44% dos pares são formados por indivíduos do mesmo sexo. Além desses, há registros bem mais antigos, como os de Aristóteles, que fez menção a hienas lésbicas. Em entrevista à Revista da Folha, o coordenador da mostra, Geir Söli, disse que "a ideia surgiu depois de analisarmos o livro do biólogo Bruce Bagemihl, 'Biological Exuberance: Animal Homosexuality and Natural Diversity', no qual ele descreve cientificamente a homossexualidade de muitas espécies animais. Acreditamos que essa seja uma forma de contribuir socialmente para a discussão de um tema que ainda causa tanta polêmica".
Um estudo publicado pelo periódico "Trends in Ecology and Evolution" concluiu a importância do comportamento homossexual para a evolução de muitas espécies animais, como entre as fêmeas do albatroz-de-laysan (Phoebastria immutabilis), do Havaí, que se unem a outras fêmeas para criar os filhotes, especialmente na escassez de machos, tendo mais sucesso que as fêmeas solteiras. O estudo conclui que a homossexualidade ajudou as espécies de diferentes maneiras ao longo da evolução.

### Base genética e fisiológica
Pesquisadores descobriram que a desativação do gene FucM (fucose mutarotase) em ratos de laboratório - o que influencia os níveis de estrogênio a que o cérebro é exposto - fez com que os camundongos fêmeas se comportassem como se tivessem crescido com o sexo masculino. "O rato mutante feminino foi submetido a um programa de desenvolvimento ligeiramente alterado no cérebro para se parecer com o cérebro masculino em termos de preferência sexual", disse o professor Chankyu Park do Instituto Coreano de Ciência e Tecnologia Avançada em Daejeon, Coreia do Sul, que liderou a pesquisa. Suas descobertas mais recentes foram publicados na revista científica BMC Genetics em 7 de julho de 2010. Em março de 2011, uma pesquisa mostrou que a serotonina está envolvida no mecanismo de orientação sexual de ratos.

## Exemplos de comportamentos homossexuais observados na natureza

### Cisnes-negros
Estima-se que um quarto de todos os pares de cisnes-negros sejam de homossexuais. Eles roubam ninhos ou formam trios temporários com fêmeas para obter ovos, afastando a fêmea depois que ela coloca os ovos. Acredita-se que a sobrevivência desses filhotes sejam maior do que daqueles criados por pares de sexo diferente, devido a superioridade na habilidade de defesa de ninho.

### Patos-selvagens
Os patos-selvagens formam pares heterossexuais somente até a postura de ovos pela fêmea. Em seguida, os machos as deixam. Eles possuem taxas de atividade sexual macho-macho relativamente altas para aves, que é 
de aproximadamente 19% de todos os pares em uma população.

### Boto-cor-de-rosa
Foi anteriormente relatado bandos de 3 até 5 botos-cor-de-rosa envolvidos em uma atividade sexual. Os grupos geralmente são compostos por machos jovens e, às vezes, uma ou duas fêmeas. O sexo é muitas vezes realizado de forma não-reprodutiva, usando focinho, nadadeiras e fricção genital, sem levar em conta o gênero. Em cativeiro, observaram-se, às vezes, indivíduos  executando penetração homossexual e heterossexual no orifício nasal.

### Girafas
Girafas machos frequentemente  se relacionam com indivíduos do mesmo sexo. Depois de alguns comportamentos agressivos, é comum para duas girafas iniciar carícias, levando à monta e ejaculação. Este comportamento foi encontrado com mais frequência do que o acoplamento heterossexual. Em um estudo, até 94% dos incidentes de montagem foram observados entre dois machos. A proporção de atividades entre indivíduos do mesmo sexo variou de 30% a 75% e, em qualquer momento, um em cada vinte machos não estavam envolvidos em comportamentos agonísticos.

### Leão
Foram observados comportamentos sexuais entre indivíduos do mesmo sexo tanto em leões quanto em leoas. Os leões unem-se por um certo número de dias, iniciam a atividade homossexual com carinho, e depois copulam. Relações homossexuais entre leoas são consideradas bastante comuns em cativeiro, mas não foram observadas na natureza.

### Hienas
A estrutura familiar da hiena é matriarcal e as relações de dominância com elementos sexuais fortes são rotineiramente observadas entre fêmeas. Devido, em grande parte, ao sistema urogenital único da fêmea de hiena, que se parece mais com um pênis do que com uma vagina, os primeiros naturalistas pensavam que as hienas eram machos hermafroditas que comumente praticavam a homossexualidade. Muitos europeus associaram a hiena com deformidade sexual, prostituição, comportamentos sexuais desviantes e até bruxaria. Hienas do sexo feminino são maiores do que os machos e, substancialmente, mais agressivas. Os estudos desta genitália única e do comportamento agressivo na hiena fêmea levou à compreensão de que mulheres mais agressivas são mais capazes de competir por recursos, incluindo alimentos e parceiros de acasalamento. A pesquisa mostrou que os níveis elevados de testosterona no útero contribuem para a agressividade extra. Tanto os machos como as fêmeas formam membros do mesmo sexo e do sexo oposto, que, por sua vez, estão possivelmente agindo mais submissos por causa dos níveis mais baixos de testosterona no útero.

### Bonobos

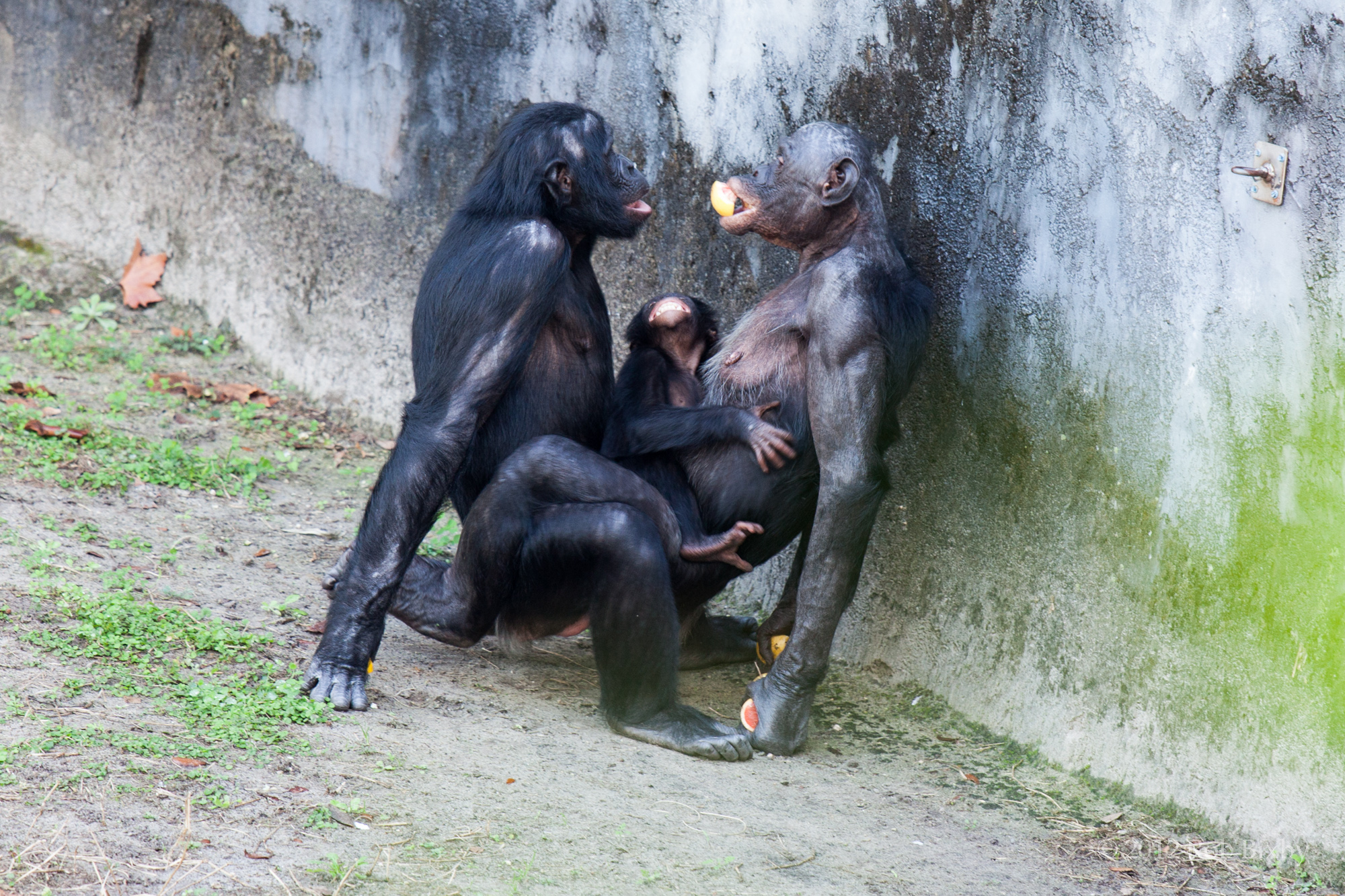
Comportamento sexual de Bonobos

Os bonobos possuem uma sociedade matriarcal e são uma espécie totalmente bissexual – tanto machos como fêmeas se envolvem em comportamentos heterossexuais e homossexuais, sendo notados pela homossexualidade fêmea-fêmea, em particular. Aproximadamente 60% de toda a atividade sexual do bonobo ocorre entre duas ou mais fêmeas. O primatologista holandês Frans de Waal, observando e filmando bonobos, observou que havia duas razões para acreditar que a atividade sexual é a resposta do bonobo para evitar o conflito. Qualquer coisa que desperte o interesse de mais de um bonobo de cada vez, não apenas comida, tende a resultar em contato sexual. Se dois bonobos se aproximam de uma caixa de papelão jogada em seu gabinete, eles vão montar um no outro um pouco antes de encostarem na caixa. Tais situações levam a disputas na maioria das outras espécies, mas os bonobos são bastante tolerantes, talvez porque usam o sexo para desviar a atenção e para aliviar a tensão.
O sexo do bonobo ocorre frequentemente em contextos agressivos totalmente alheios aos alimentos. Um macho ciumento pode perseguir outro longe de uma fêmea, e depois os dois machos se encontram e se envolvem numa fricção escrotal. Ou depois que uma fêmea acerta um filhote, a mãe pode atacar a tal agressora, uma ação que é imediatamente seguida por fricção genital entre as duas adultas.

## Evolução do comportamento homossexual em primatas não humanos
Em animais, o termo comportamento homossexual tem sido usado para se referir ao comportamento homossexual que não é de caráter sexual, cortejo entre indivíduos do mesmo sexo, comportamento copulador ocorrendo durante um curto período de tempo ou laços de longo prazo entre parceiros do mesmo sexo que podem envolver qualquer combinação de corte, copulação e comportamentos afetivos.
Um outro termo também utilizado dentro da área de evolução do comportamento sexual é o comportamento homoerótico. Esse termo pode ser definido como comportamento sexual entre indivíduo do mesmo sexo (homossexual) envolvendo contato genital que é experimentado com sensação de  prazer. Em alguns trabalhos, a motivação do comportamento (por exemplo, orientação sexual, exploração, falta de parceiros do sexo oposto) pode não ser levada em consideração.
O termo homossexual pode ser usado quando a definição operacional de homoerótico não pode ser aplicada e quando é estranho aplicar o termo homoerótico às descrições de outros pesquisadores do comportamento homossexual.

### Comportamento homossexual em primatas não humanos
Segundo alguns pesquisadores, a temática do comportamento homossexual em primatas não humanos tem sido estudada de forma inadequada até o momento, fazendo com que suas causas e funções sejam mal compreendidas. Sendo assim, é difícil relacionar quais seriam as implicações de tais comportamentos em humanos. Porém, a partir de evidências de semelhanças no comportamento de espécies muito relacionadas, é possível pensar sobre as tendências evolutivas gerais.
Acredita-se que alguns aspectos do comportamento homossexual dos primatas podem ter se desenvolvido como uma exaptação. Nesse caso, entendemos que o comportamento não é um produto direto da seleção natural. Em vez disso, pode ter se originado como uma variação neutra que demonstrou alguma qualidade de melhoria da aptidão, sendo selecionada para o comportamento devido a essa qualidade que viria a aumentar o sucesso reprodutivo. Assim, a seleção natural pode ter começado a agir sobre o comportamento homossexual porque ele serviu a uma série de papéis sócio-sexuais que podem ter aumentado o sucesso reprodutivo.
Com isso, podemos pensar que o comportamento sexual entre primatas humanos e não humanos, pode servir a outras funções além da reprodução direta. Como por exemplo, funções relacionadas ao desenvolvimento e manutenção de laços de afiliação entre os participantes. Uma hipótese pouco estudada ainda  é a de que, em alguns casos, o comportamento homossexual reforça relacionamentos que podem contribuir para a sobrevivência individual e o sucesso reprodutivo final. Há muitas evidências de que primatas não humanos se envolvem em comportamento homossexual (alguns dos quais são claramente eróticos) que coexiste com comportamento heterossexual e não impede a reprodução.

#### Macacos
O comportamento homossexual em macacos machos é bem documentado em grupos de babuínos e rhesus. Foi observada uma forma de organização de tais grupos em um núcleo central de machos dominantes cercado por fêmeas. Nesse contexto, os machos jovens são empurrados para fora do grupo e considerados “periféricos”. O comportamento homossexual é muito comum entre esses macacos periféricos e vai para além de exibições de dominância-submissão. No caso dos babuínos, observou-se que machos periféricos formam "amizades" caracterizadas por abraços mútuos, cuidados, exibição e toque do pênis, masturbação, estimulação oral e montagem. Quando existe uma diferença significativa de idade entre os dois parceiros, o parceiro mais velho também pode fornecer proteção social ao parceiro mais jovem, sendo esse um exemplo de função para além de sucesso reprodutivo de forma direta. Além de que, a atividade homossexual pode estimular a produção de testosterona e levar à formação de alianças colaborativas entre machos, aumentando assim a probabilidade de ganhar um harém. O comportamento homossexual em machos rhesus também é comumente observado. Constatou-se que com o amadurecimento dos machos jovens, a filiação ao grupo muda e eles entram em novos grupos formando uma relação aparentemente afetiva com um macho adulto já estabelecido no grupo, que oferece acesso a recursos e proteção social.
O comportamento sexual feminino também foi bem documentado para macacos rhesus e é considerado um componente essencial do seu complexo comportamento social. Pesquisadores observaram que as fêmeas pareciam estabelecer laços afetivos muito fortes e duradouros entre elas, dos quais o comportamento sexual era apenas uma parte. Ela formavam pares consorcidados que podiam ser homossexual ou heterossexual. Tal formação, parecia aumentar temporariamente o status de dominância do animal subordinado, e o parceiro era frequentemente um aliado em confrontos agressivos contra outros membros da tropa.
Comportamento sexual entre fêmeas e as relações sociais atreladas também são parte integrante do repertório sexual do macaco japonês.

#### Grandes macacos
Os grandes macacos compartilham um alto grau de parentesco genético com os humanos, e seu comportamento sócio-sexual pode fornecer percepções sobre as origens e funções do comportamento sexual humano. O comportamento homoerótico foi documentado entre gorilas selvagens e cativos de ambos os sexos. E no caso de gorilas cativos, há relatos de montagem macho-macho na presença de fêmeas receptivas entre eles. Assim como de  alto nível de comportamento sexual com ejaculação entre machos selvagens aparentados. Sendo que, esse comportamento sexual parecia contribuir para o alto nível de coesão entre os membros do grupo e que a vida em grupo era vantajosa para os machos mais jovens porque pode tê-los protegido dos perigos encontrados em grupos bissexuais e de viajar sozinhos. A exploração e a estimulação genital foram observadas tanto entre gorilas fêmeas juvenis cativas  e selvagens, bem como entre fêmeas selvagens adultas.
Chimpanzés e bonobos machos exibem comportamento do mesmo sexo, embora pareça ser mais desenvolvido e complexo nos bonobos. A estimulação das áreas anogenitais, frequentemente causa ereções em chimpanzés machos de todas as idades. Chimpanzés machos adultos demonstram a maior frequência de catação entre todas as classes de idade e sexo, sendo que, a catação e apaziguamento frequentemente envolvem acariciar o escroto do macho dominante pelo macho subordinado. Sabe-se que a catação que ocorre entre os machos reforça seus laços sociais  e que as alianças masculinas estão associadas ao sucesso reprodutivo. O comportamento sexual masculino-masculino entre os bonobos foi observado em todas as combinações de idade. Este inclui beijo francês, contato oral-genital, massagem genital, montagem dorso-ventral, montagem ventro-ventral com fricção de pênis e fricção de nádega.
Já em bonobos fêmeas, foi observada a fricção genito-genital (GG) que reforça os laços sociais e de coalizão entre eles e resulta em aumento do status social. Em alguns casos, observou-se que as mulheres preferem a fricção GG à cópula com um macho voluntário. As fêmeas jovens saem de seu grupo natal na maturidade e migram para grupos onde não têm contatos sociais. Essas jovens identificam rapidamente as fêmeas mais dominantes e iniciam contato sexual com elas. Assim, formam ‘‘ amizades ’’ e alianças com fêmeas já estabelecidas que lhes permitem se integrarem ao grupo e, mais importante, permitem-lhes acesso a recursos alimentares.